# Vilňansk
Vilňansk (ukrajinsky Вільнянськ; rusky Вольнянск – Volňansk) je město v Záporožské oblasti. Leží zhruba 22 kilometrů severovýchodně od Záporoží, správního střediska celé oblasti, a v roce 2013 v něm žilo bezmála šestnáct tisíc obyvatel.

## Dějiny
Vilňansk byl založen v roce 1840 a původně se jmenoval Sofijivka (Софіївка). Pak byl v roce 1935 přejmenován na Krasnoarmijske (Красноармійське), později v roce 1939 na Červonoarmijske (Червоноармійське) a konečně v roce 1966, kdy byl zároveň povýšen na město, byl přejmenován na současné jméno.
Za druhé světové války byl Vilňansk od 6. října 1941 do 21. září 1943 obsazen německou armádou.